# Alpena, Michigan

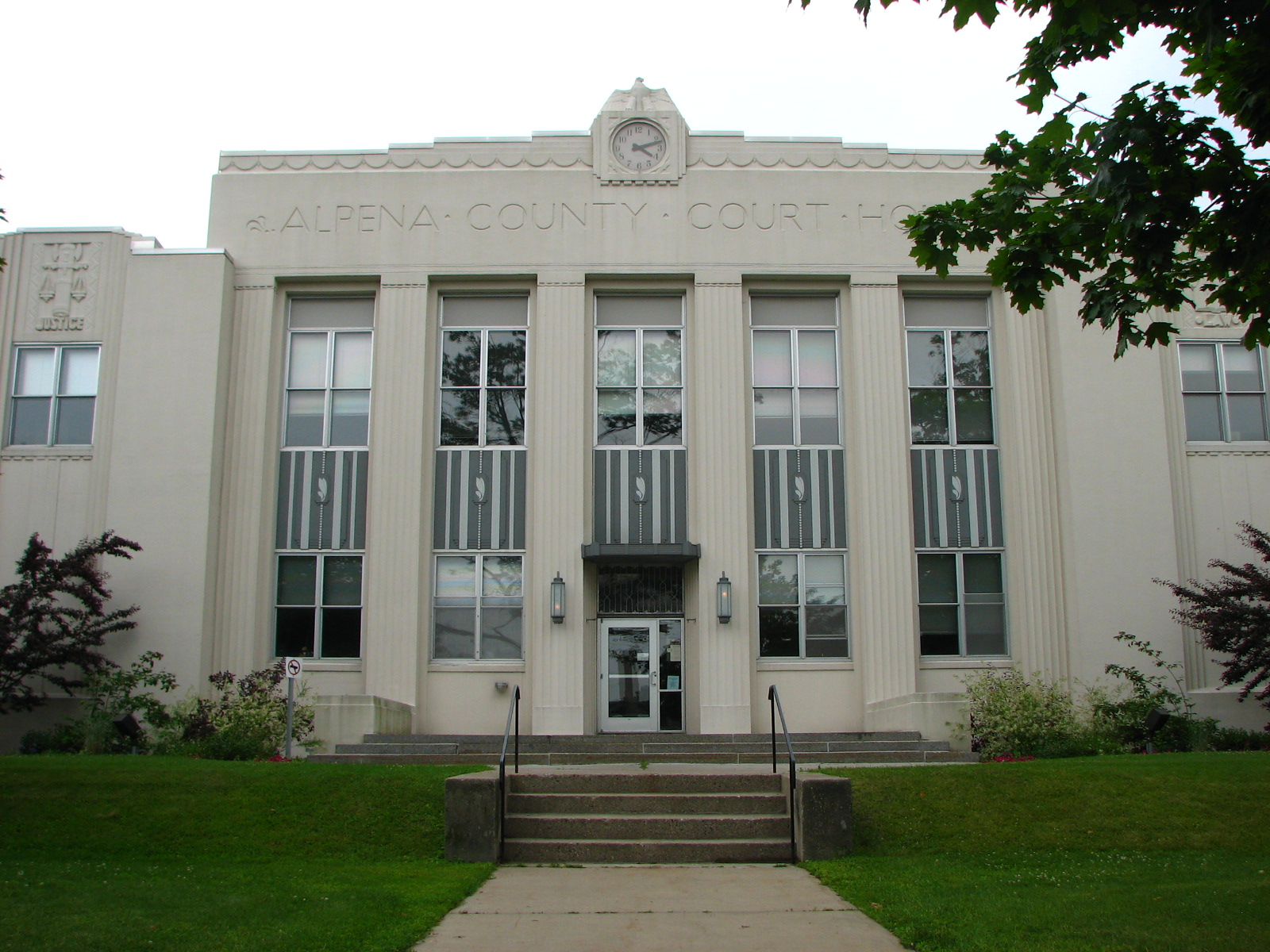
Clădirea Curții de Justiție a comitatului (în engleză, Alpena County Courthouse din Alpena.

Alpena este o localitate, municipalitate și sediul comitatului omonim, Alpena, statul Michigan, Statele Unite ale Americii.
1. ↑  2010 U.S. Gazetteer Files, accesat în 9 iulie 2020